# Rio Capşa
O Rio Capşa é um rio da Romênia, afluente do Bistriţa, localizado no distrito de Neamţ.